# Kistler K-1
Le Kistler K-1 (ou K-1) était un projet de vaisseau cargo spatial qui a été élaboré par la compagnie Rocketplane Kistler (en) associée à Orbital Sciences dans les années 2000. 
Devant permettre de ravitailler la Station Spatiale Internationale, il s'agissait d'un véhicule réutilisable composé de deux étages qui aurait été employé pour une gamme variée de missions. Lancé depuis le Nevada Nuclear Test Range  ou du Woomera Rocket Range, la récupération devait s'effectuer à l'aide de parachutes et d'airbag pour amortir l'impact. 
La NASA a annoncé en octobre 2007 la fin du financement de ce projet. Le Kistler K-1 a été depuis remplacé par le Cygnus d'Orbital Sciences.

## Galerie

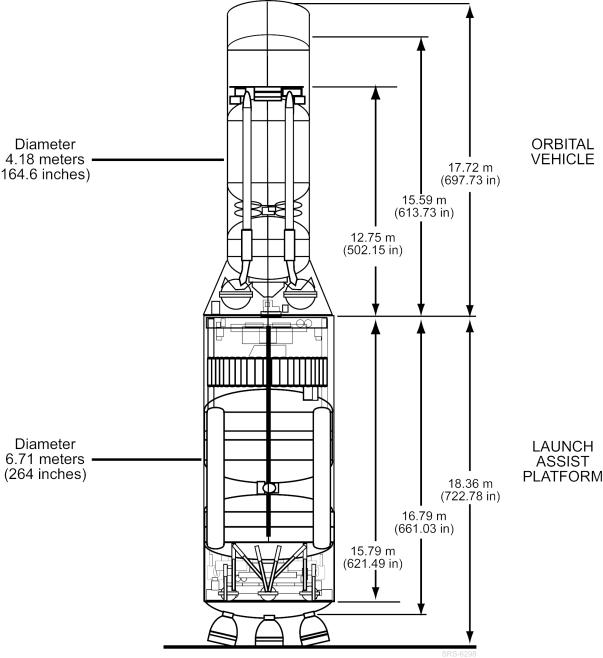
Diagramme de la fusée K-1
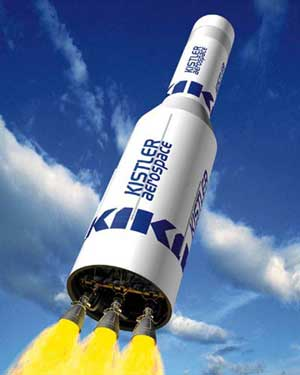
Dessin conceptuel
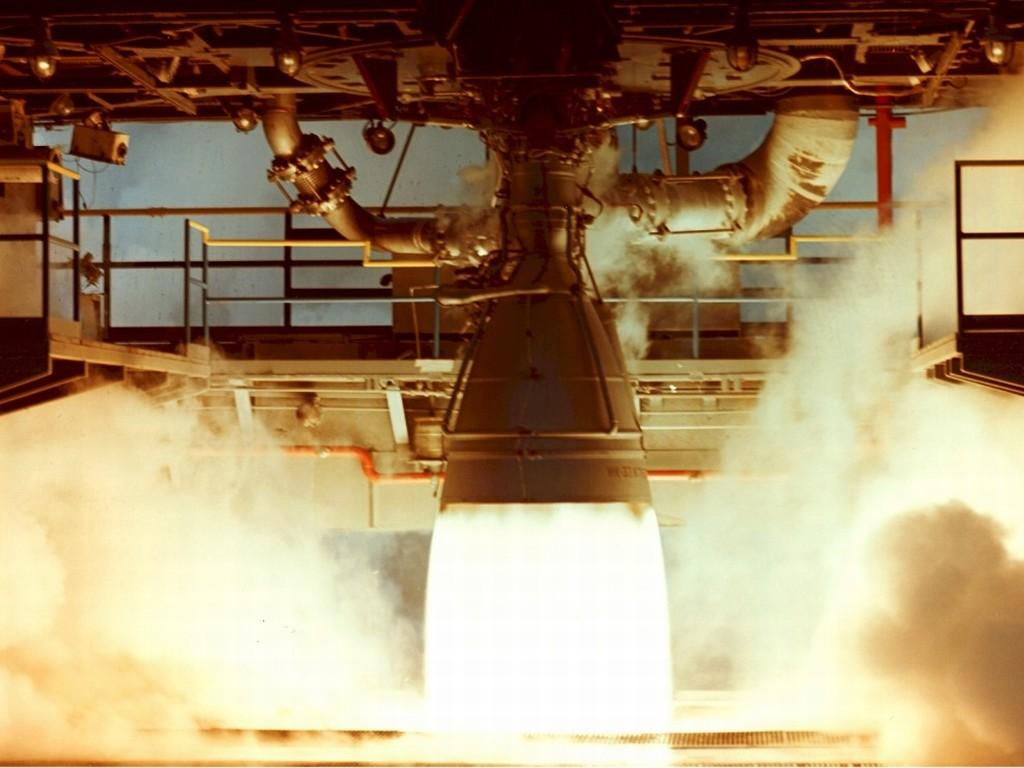
Test statique du moteur Aerojet AJ26, moteur NK-33 du Programme lunaire habité soviétique